# SQLAlchemy
SQLAlchemy é uma biblioteca de mapeamento objeto-relacional SQL em código aberto desenvolvido para a linguagem de programação Python e disponibilizado sobre a licença MIT.
O SQLAlchemy fornece "um conjunto completo e bem conhecido de modelos de persistência de nível corporativo, projetado para eficiência e alta performance de acesso a banco de dados, adaptado em uma linguagem de domínio simples e Pytônica". Sua filosofia é que bancos de dados SQL se comportem cada vez menos como coleções de objetos, em que mais tamanho e performance comecem a importar, enquanto coleções de objeto se comportem cada vez menos como tabelas e linhas, no qual mais abstração começa a importar. Por esta razão o SQLAlchemy adotou o padrão mapeador de dados (como o Hibernate para Java) em vez do padrão de registro ativo usado por vários outros mapeadores objeto-relacional. Entretanto, plugins adicionais como Elixir e declarative permitem aos usuários desenvolverem usando sintaxe declarativa.
O SQLAlchemy foi lançado em fevereiro de 2006 e rapidamente se tornou uma das ferramentas de mapeamento objeto-relacional mais utilizadas juntamente com o ORM do Django, na comunidade Python.

## Exemplo
O exemplo que se segue representa um relacionamento n-para-1 entre filmes e seus diretores. É mostrado como classes Python definidas pelo usuário criam as tabelas de banco de dados adequadas, como instâncias com relacionamentos são criadas a partir de ambos os lados da relação e, finalmente, como os dados podem ser consultados - ilustrando consultas SQL geradas automaticamente para o carregamento preguiçoso (lazy) e ansioso (eager).

### Definição de esquema
Criando duas classes Python e suas relativas tabelas de banco de dados no SGBD:
```
from
 
sqlalchemy
 
import
 
*

from
 
sqlalchemy.ext.declarative
 
import
 
declarative_base

from
 
sqlalchemy.orm
 
import
 
relation
,
 
sessionmaker

Base
 
=
 
declarative_base
()

 

class
 
Filme
(
Base
):

    
__tablename__
 
=
 
'filmes'

 
    
id
 
=
 
Column
(
Integer
,
 
primary_key
=
True
)

    
titulo
 
=
 
Column
(
String
(
255
),
 
nullable
=
False
)

    
ano
 
=
 
Column
(
Integer
)

    
dirigido_por
 
=
 
Column
(
Integer
,
 
ForeignKey
(
'diretores.id'
))

 
    
diretor
 
=
 
relation
(
"Diretor"
,
 
backref
=
'filmes'
,
 
lazy
=
False
)

 
    
def
 
__init__
(
self
,
 
titulo
=
None
,
 
ano
=
None
):

        
self
.
titulo
 
=
 
titulo

        
self
.
ano
 
=
 
ano

    
def
 
__repr__
(
self
):

        
return
 
"Filme(
%r
, 
%r
, 
%r
)"
 
%
 
(
self
.
titulo
,
 
self
.
ano
,
 
self
.
diretor
)

 

class
 
Diretor
(
Base
):

    
__tablename__
 
=
 
'diretores'

 
    
id
 
=
 
Column
(
Integer
,
 
primary_key
=
True
)

    
nome
 
=
 
Column
(
String
(
50
),
 
nullable
=
False
,
 
unique
=
True
)

 
    
def
 
__init__
(
self
,
 
nome
=
None
):

        
self
.
nome
 
=
 
nome

 
    
def
 
__repr__
(
self
):

        
return
 
"Diretor(
%r
)"
 
%
 
(
self
.
nome
)

 

engine
 
=
 
create_engine
(
'dbms://user:pwd@host/dbname'
)

Base
.
metadata
.
create_all
(
engine
)

```

### Inserção de dados
A inserção de filmes e seus diretores pode ser alcançada através das duas entidades:
```
Session
 
=
 
sessionmaker
(
bind
=
engine
)

session
 
=
 
Session
()

f1
 
=
 
Filme
(
"Star Trek"
,
 
2009
)

f1
.
diretor
 
=
 
Diretor
(
"JJ Abrams"
)

d2
 
=
 
Diretor
(
"George Lucas"
)

d2
.
filmes
 
=
 
[
Filme
(
"Guerra nas Estrelas"
,
 
1977
),
 
Filme
(
"THX 1138"
,
 
1971
)]

try
:

    
session
.
add
(
f1
)

    
session
.
add
(
d2
)

    
session
.
commit
()

except
:

    
session
.
rollback
()

```

### Consulta
```
alldata
 
=
 
session
.
query
(
Filme
)
.
all
()

for
 
somedata
 
in
 
alldata
:

    
print
 
somedata

```

O SQLAlchemy envia a seguinte consulta para o SGBD (omitindo os apelidos - aliases):
```
SELECT
 
filmes
.
id
,
 
filmes
.
titulo
,
 
filmes
.
ano
,
 
filmes
.
dirigido_por
,
 
diretores
.
id
,
 
diretores
.
nome
 

FROM
 
filmes
 
LEFT
 
OUTER
 
JOIN
 
diretores
 
ON
 
diretores
.
id
 
=
 
filmes
.
dirigido_por

```

A saída:
```
Filme
(
'Star Trek'
,
 
2009
L
,
 
Diretor
(
'JJ Abrams'
))

Filme
(
'Guerra nas Estrelas'
,
 
1977
L
,
 
Diretor
(
'George Lucas'
))

Filme
(
'THX 1138'
,
 
1971
L
,
 
Diretor
(
'George Lucas'
))

```

Definindo lazy=True (padrão), o SQLAlchemy primeiro enviaria uma consulta para obter a lista de filmes e apenas quando necessário (preguiçoso - lazy) para cada diretor uma consulta para obter o nome do diretor correspondente:
```
SELECT
 
filmes
.
id
,
 
filmes
.
titulo
,
 
filmes
.
ano
,
 
filmes
.
dirigido_por
 

FROM
 
filmes

SELECT
 
diretores
.
id
,
 
diretores
.
nome

FROM
 
diretores
 

WHERE
 
diretores
.
id
 
=
 
%
s

```